# Рудсар (шагрестан)
Рудсар (перс. رودسر) — шагрестан в Ірані, в остані Ґілян. За даними перепису 2006 року, його населення становило 144576 осіб, які проживали у складі 42004 сімей.

## Бахші
До складу шагрестану входять такі бахші: 
- Келачай
- Рахімабад
- Центральний
- Чабоксар